# Antonie Jüngst

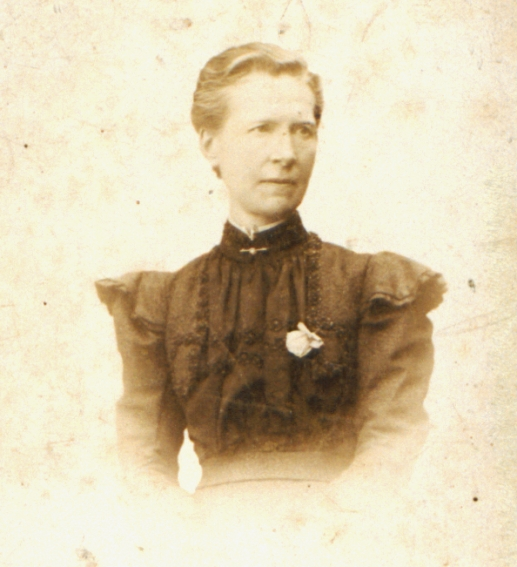

Antonie Jüngst (* 13. Juni 1843 in Werne; † 8. Juni 1918 in Münster) war eine westfälische Schriftstellerin und Dichterin.

## Leben
Antonie Jüngst war eine Urenkelin des Jura-Professors Wolrad Burchardi. Nach dem frühen Tod ihrer Eltern kam sie in die Familie des Justizrats Crone, die zunächst in Rheine, später in Münster wohnte. Zur Ausbildung wurde sie zu den Ursulinen zu St. Leonhard in Aachen geschickt. In Münster zurück, erhielt sie vielfache Anregung, besonders durch den Dichter und Philosophen Christoph Bernhard Schlüter, den Freund der Annette von Droste-Hülshoff.
Mit ihren Pflegeeltern, nach dem Tod des Pflegevaters mit der Mutter allein, machte sie größere Reisen in die Schweiz, nach Thüringen und Italien. Diese Anregungen setzte sie in Dichtung um. Sie schrieb Gedichte, Erzählungen und Epen. Auf ihrer 2. Romreise im Frühjahr 1899 durfte sie ihr Werk "Roma aeterna" in einer Privataudienz Papst Leo XIII. überreichen. Nach dem Tod ihrer Pflegemutter im Jahr 1894 arbeitete sie auf karitativem Gebiet in leitender Stellung bei der Fürsorge. Im Dezember 1917 erlitt sie einen Schlaganfall, der sie ans Bett fesselte. Einen weiteren Schlaganfall überlebte sie nicht.

## Verbindung zu Werne
Antonie Jüngst ist die einzige Ehrenbürgerin der Stadt Werne. An ihrem Geburtshaus in der Steinstraße wurde eine Gedenktafel angebracht. Ihr zu Ehren wurde eine Straße in Werne Jüngststraße genannt. Ein Bild der Schriftstellerin hängt im Sitzungssaal des Alten Rathauses. Außerdem ist ihr eine Vitrine im Karl-Pollender-Stadtmuseum gewidmet.
In einer anderthalbstündigen Stadtführung zum Thema Bekannte Frauengestalten in Werne – Historie der Werner Frauen vom Ausgang des Mittelalters bis ins 20. Jahrhundert lassen der Verkehrsverein Werne und der Museumsverein neben der etwa eine Generation älteren Annette von Droste-Hülshoff auch das Leben und die Zeit von Antonie Jüngst wieder lebendig werden.
Zum 100. Todestag 2018 widmen sich das Stadtmuseum und Werne Marketing in einem Online-Projekt dem Leben und Werk der Schriftstellerin, die als Ehrenbürgerin in die Geschichte der Stadt Werne eingegangen ist.

## Werke
- Conradin, der Staufe, episches Gedicht in 20 Gesängen. Paderborn: Schöningh, 1883. 353 S.
- Der Tod Baldurs, episches Gedicht. Münster, Schöningh, 1886.
- Unter'm Krummstab, ein Sang aus alter Zeit. Paderborn, Schöningh, 1889.
- Gesucht und Gefunden. Tagebuchblätter eines alten Fräuleins. Paderborn, Schöningh, 1890.
- Wider Willen. Köln, Bachem, 1892.
- Vater Unser. Paderborn, Schöningh, 1892.
- Strandgut des Lebens, gesammelte Novellen. Paderborn: Schöningh, 1898.
- Roma Aeterna. Stimmungsbilder in Poesie und Prosa aus der ewigen Stadt. Münster, Schöningh, 1900. (Digitalisat)
- Des Sturmes Lied, Gedicht.
- Wilhelm Achtermann. Ein westfälischer Bildhauer. Limburger Vereinsdruckerei, Limburg 1904. (Digitalisat)
- Unsere Lieben Frau von Vinnenberg, Münster 1906 (Selbstverlag des Klosters mit dem Imprimatur von Felix von Hartmann als Vic. Genlis)
- Annette von Droste-Hülshoff – eine westfälische Dichterin. Skizze. (Sine loco et anno) 16 S.
- Libretto für das Oratorium Quo vadis von Feliks Nowowiejski, Uraufführung 1909 in Amsterdam
- Maria von Magdala. Dichtung in Bildern. Schöningh, Münster 1909. (Digitalisat)
- Der Glocken Romfahrt. Ein Bilderkreis. Schöningh, Münster 1911. (Digitalisat)